# Märkisch Luch
Märkisch Luch est une commune allemande de l'arrondissement du Pays de la Havel, Land de Brandebourg.

## Géographie
Märkisch Luch se situe près du Faing de Marzahne.
La commune comprend les quartiers de Barnewitz, Buschow, Garlitz et Möthlow.
| Nennhausen | Mühlenberge Pessin | Retzow  |
|            | Märkisch Luch      | Nauen   |
| Havelsee   | Beetzseeheide      | Päwesin |

Märkisch Luch se trouve sur la ligne de Berlin à Lehrte.

## Histoire
Barnewitz est mentionné pour la première fois en 1289 sous le nom de Bornewitz, Buschow en 1256, Garlitz en 1161 et Möthlow en 1307.
Barnewitz, Buschow, Garlitz et Möthlow fusionnent volontairement le 31 décembre 2002.

## Personnalités liées à la ville
- Wolf Friedrich von Retzow (1700-1758), général né au manoir de Moethlow.